# Victor Praet
Victor Praet is een personage in de VTM-televisieserie Familie. 

## Overzicht
Victor is een uitmuntend chirurg die benoemd wordt tot diensthoofd van de spoedafdeling in het ziekenhuis. Dat is absoluut niet naar de zin van dokter Paul Jacobs, die de dienst tot dan ad-interim heeft geleid en dus een promotie aan zijn neus voorbij ziet gaan.
Praet profileert zich vanaf dag één als een keiharde kerel, die vastbesloten is om de spoedafdeling helemaal naar zijn hand te zetten en die niets of niemand spaart. De vrouw van Victor is vroeger overleden op zijn operatietafel, en daar heeft hij het nog steeds moeilijk mee. Even leek Victor te ontdooien tijdens een kortstondige relatie met Leen Van den Bossche, maar al snel werd hij opnieuw het strenge diensthoofd die het ziekenhuis met harde hand leidt, en werk en privé strikt gescheiden wil houden.
Victor laat opnieuw zijn gevoelige kant zijn wanneer Trudy Tack de Rixart de Waremme, die intussen ook in het ziekenhuis werkt, een zwaar auto-ongeluk krijgt en hij nachten lang aan haar bed waakt. Nadat ze thuis voldoende herstelt is, nodigt Trudy hem uit voor een etentje. De twee beginnen een relatie, maar Victor wil het graag rustig aan doen. Helaas houdt hun relatie geen stand en gaan ze uit elkaar. Het ziet ernaar uit dat Victor voor altijd alleen zal zijn, maar niets is minder waar. Wanneer Veronique in de raad van bestuur zetelt, leert hij haar beter kennen. De twee worden verliefd op elkaar en beginnen een relatie.
Na het optillen van een zwaarlijvige patiënt, krijgt Victor met een hardnekkige hernia te kampen. Na een aantal weken geneest hij, maar het duurt niet lang of hij hervalt. Hij weigert zich opnieuw te laten behandelen, totdat hij plotseling het gevoel in zijn benen verliest. Victor wordt met spoed in het ziekenhuis opgenomen en gaat onder het mes, maar tijdens de operatie loopt het fout. Hij raakt verlamd en de kans dat hij ooit nog zal kunnen lopen is quasi nihil. Victor wil een punt zetten achter zijn relatie met Veronique, maar zij weigert en staat erop dat hij bij haar en Marie-Rose komt inwonen. 
Victor kan zijn verlamming niet aanvaarden, en al zeker niet het feit dat hij de hele tijd hulpbehoevend is. Hij begint zich ontzettend onbeschoft te gedragen tegenover zijn huisgenoten, in de hoop dat ze hem zullen laten vallen. Zij hebben zijn tactiek echter door en negeren dit. Uiteindelijk biedt Victor zijn verontschuldigingen aan en pakt hij zijn koffers om in een revalidatiecentrum te gaan verblijven. Hierna verdwijnt hij uit beeld. Enkele weken nadien laat hij nog aan Veronique weten dat hij erop staat het contact met haar en de familie af te bouwen.